# Enonkoski
Enonkoski [ˈɛnɔŋˌkɔski] ist eine Gemeinde im Osten Finnlands mit 1341 Einwohnern (Stand 31. Dezember 2022).

## Geographie

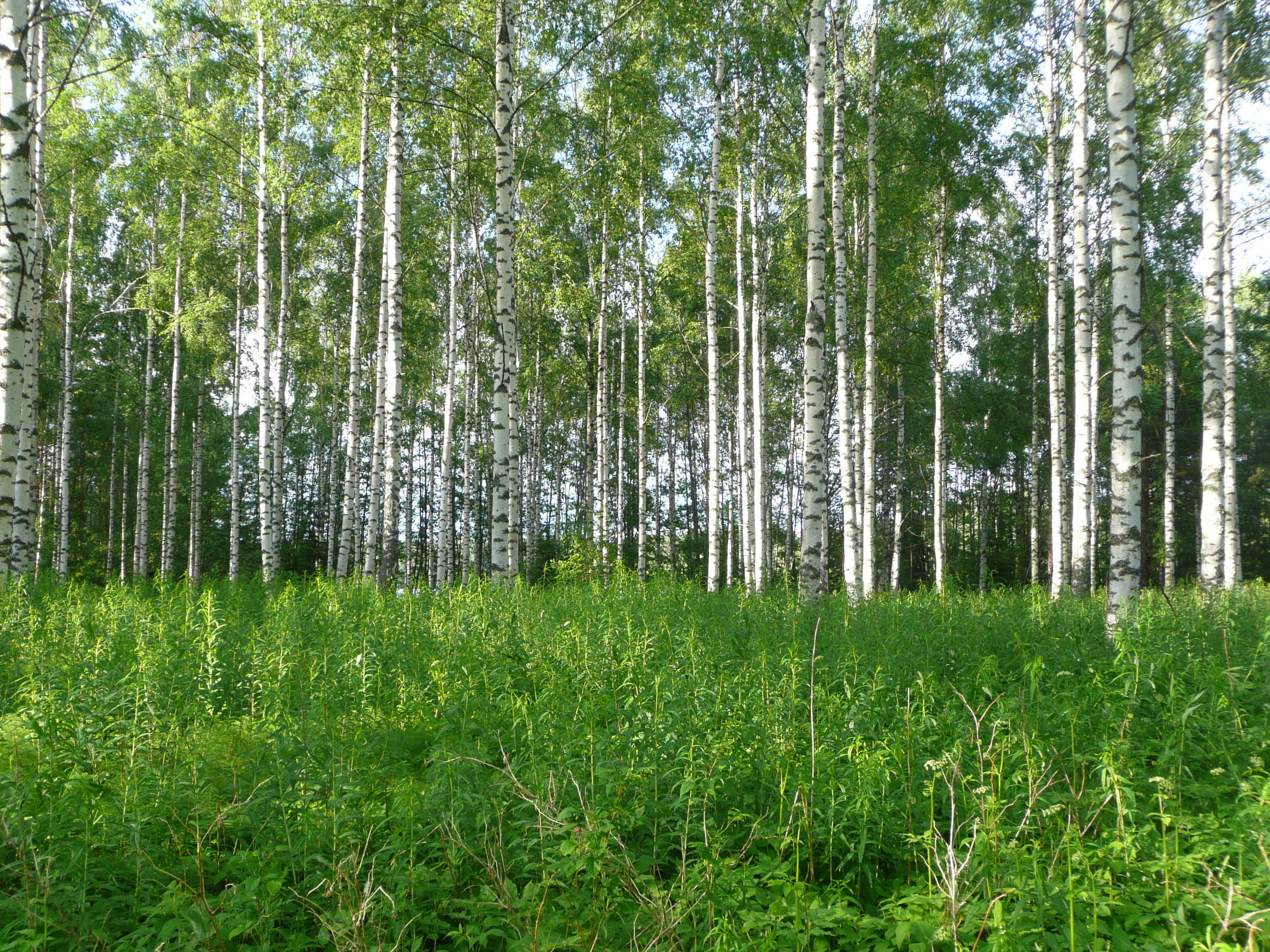
Birkenwald auf einer Insel im Hanhijärvi-See

Enonkoski liegt in der ostfinnischen Landschaft Südsavo 32 Kilometer nördlich der Stadt Savonlinna inmitten der ostfinnischen Seenplatte. Das Gemeindegebiet hat eine Fläche von 419 Quadratkilometern (davon 113 Quadratkilometer Binnengewässer) und wird von Wäldern und Seen bestimmt. Einziges Siedlungszentrum (taajama) ist das an einer Stromschnelle (finnisch koski) zwischen den Seen Ylä-Enonvesi und Enonvesi gelegene Kirchdorf Enonkoski, in dem 631 Menschen leben (Stand: 31. Dezember 2011). Außerdem gehören zu Enonkoski die Dörfer bzw. Streusiedlungen Hanhijärvi, Ihamaniemi, Joutsenmäki, Karvila, Laasala, Makkola, Muhola, Paakkunala, Parkumäki, Simanala, Suurimäki und Vuorikoski.
Bedingt durch eine kuriose Grenzziehung ist Savonlinna die einzige Nachbargemeinde von Enonkoski. 2009 trat Enonkoski einen schmalen Korridor im Norden seines Gemeindegebiets ab, um eine Verbindung zwischen Savonlinna und der nach Savonlinna eingemeindeten Gemeinde Savonranta zu schaffen. Nachdem 2013 auch die südlich angrenzende Gemeinde Kerimäki nach Savonlinna eingemeindet wurde, ist Enonkoski nun zu allen Seiten vom administrativen Stadtgebiet Savonlinnas umschlossen.

## Geschichte
Enonkoski entwickelte sich um ein Sägewerk herum, das die Wasserkraft der namensgebenden Stromschnelle nutzte. Ursprünglich gehörte Enonkoski zum Kirchspiel Kerimäki. 1859 erhielt der Ort ein eigenes Bethaus. 1894 wurde Enonkoski zu einer eigenständigen Gemeinde erhoben und erhielt dabei auch Gebiete der Gemeinden Heinävesi, Rantasalmi und Sääminki.

## Sehenswürdigkeiten

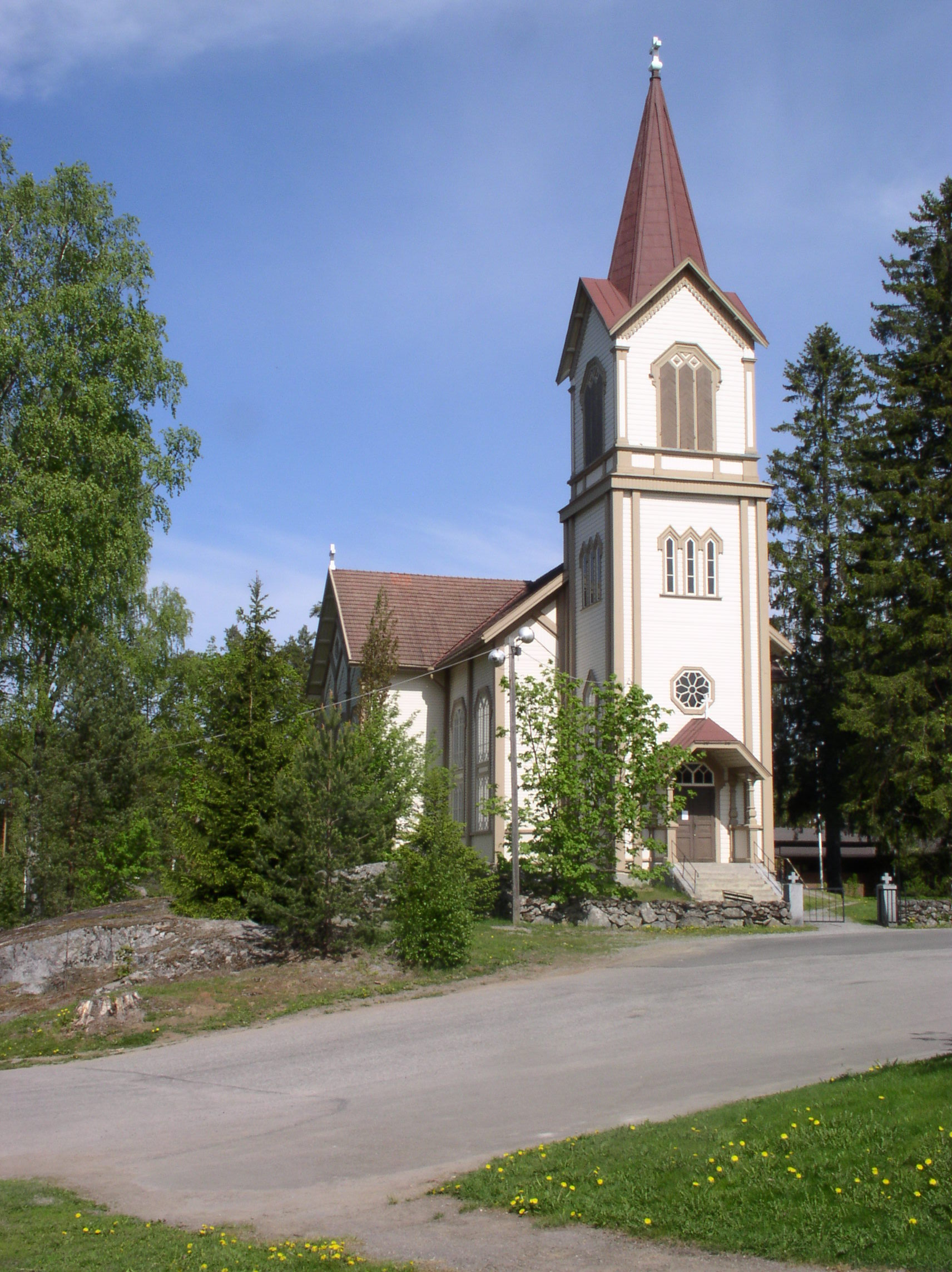
Die Kirche von Enonkoski

In der ehemaligen Dorfschule von Ihananiemi befindet sich das einzige protestantische Kloster Finnlands, das Raum für 12 Personen bietet, aber derzeit nur einen ständigen Bewohner hat, Schwester Virva Tyrväinen. Die Pfarrkirche im Kirchdorf Enonkoski wurde 1886 nach Plänen von M. Schjerfbeck erbaut. Anders als in den meisten finnischen Kirchen ist das Kreuz des Kirchturms nicht auf den Eingang ausgerichtet, sondern zum See Ylä-Enonvesi; 1858 war auf dem See ein Kirchboot im Sturm gesunken, zwölf Menschen, die in dem Boot zum Gottesdienst fahren wollten, ertranken. Im Norden des Gemeindegebiets hat Enonkoski Anteil am Nationalpark Kolovesi. Von touristischem Interesse ist das 1854 erbaute Gutshaus Hovimäki, das heute ein Hotel und ein Restaurant beherbergt.